# Peter Rasmussen (trombonist)

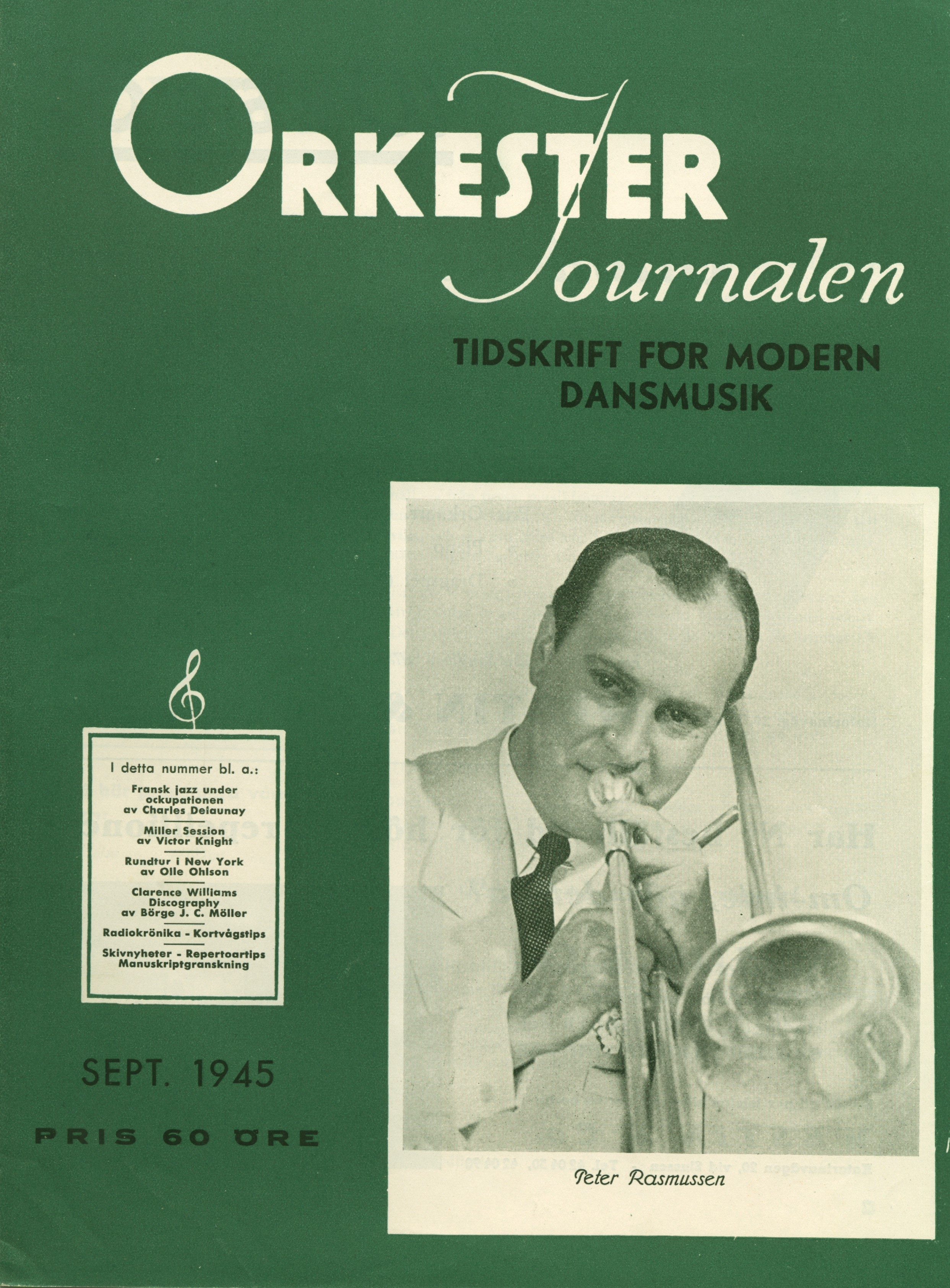
Peter Rasmussen på omslaget till svenska Orkesterjournalen 1945.

Peter Christian Hans Rasmussen, född den 16 december 1906 i Hørsholm, död den 27 september 1992, var en dansk jazzmusiker (trombonist) och orkesterledare.
Rasmussen tillhörde pionjärgenerationen av danska jazzmusiker. Han ingick under 1920- och 1930-talen i kända danska orkestrar som Kai Ewans' (Ewans och Rasmussen var kusiner) och Erik Tuxens, men arbetade periodvis också utomlands, bland annat hos Bernard Etté i Tyskland. Under en USA-resa med Ettés band lärde Rasmussen känna den berömde amerikanske trombonisten Miff Mole och fick en del tips och undervisning av denne. Rasmussen medverkade också på inspelningar med den amerikanske multiinstrumentalisten Benny Carter då denne gästade Danmark 1936, liksom med sångerskan Adelaide Hall påföljande år.
Från 1943 och framåt ledde Rasmussen egna orkestrar, såväl renodlade jazzgrupper som (från 1950-talet) mer kommersiellt inriktade. På 1970-talet arbetade han för Danmarks Radio såväl som orkesterledare, hallåman och radioproducent.
Rasmussen har kallats Danmarks bäste swingtrombonist. Hans egna 40-talsinspelningar gavs främst ut på skivmärkena Tono och Polyphon. Han finns också representerade på de två CD-återutgivningarna Dansk guldalder jazz, volym 1 och 2.